# David Kossoff
David Kossoff, FRSA (* 24. November 1919 in London; † 23. März 2005 in Hatfield, Hertfordshire) war ein englischer Schauspieler und Autor.
Kossoff war Sohn russischer Einwanderer. In den Jahren nach dem Zweiten Weltkrieg begann er mit Unterhaltungssendungen im britischen Fernsehen. In den 1950er- und 1960er-Jahren spielte er in vielen bekannten Fernsehsendungen beliebte Rollen, darunter 1958 die Hauptrolle des Familienvaters Alf Larkins in The Larkins first broadcast. Des Weiteren spielte er 1955 in Carol Reeds Voller Wunder ist das Leben (A Kid for Two Farthings) und in The Bespoke Overcoat. Eine seiner bekanntesten Darstellungen ist diejenige des vertrottelten Professors Kokintz neben Peter Sellers in Die Maus, die brüllte (The Mouse that Roared, 1959) und dessen Fortsetzung Auch die Kleinen wollen nach oben (The Mouse on the Moon, 1963).
Nach dem Tod seines Sohns Paul, dem Gitarristen der Rockband Free, am 19. März 1976 begann Kossoff den Kampf gegen den Drogenmissbrauch. Er gründete die Paul-Kossoff-Foundation, für die er bis zu seinem Tod tätig war.
David Kossoff starb am 23. März 2005 an Leberkrebs. Er wurde im Golders Green Crematorium in London eingeäschert, wo sich auch seine Asche befindet.

## Filmografie (Auswahl)
- 1953: Robin Hood (Fernsehserie, 5 Folgen)
- 1954: Svengali
- 1954: Die jungen Liebenden (The Young Lovers)
- 1955: Voller Wunder ist das Leben (A Kid for Two Farthings)
- 1955: I Am a Camera
- 1955: Der Mantel nach Maß (The Bespoke Overcoat)
- 1956: 1984
- 1956: In den Krallen der Gangster (House of Secrets)
- 1956: Keiner ging an ihr vorbei (Wicked as They Come)
- 1956: Der eiserne Unterrock (The Iron Petticoat)
- 1957: Der Ring der Gejagten ´(Count Five and Die)
- 1958: Kleine Übeltäter (Innocent Sinners)
- 1958: Indiskret (Indiscreet)
- 1958–1964: The Larkins (Fernsehserie, 40 Folgen)
- 1959: Die Maus, die brüllte (The Mouse That Roared)
- 1959: Das Haus der sieben Falken (The House of the Seven Hawks)
- 1959: Die Reise (The Journey)
- 1960: Verschwörung der Herzen (Conspiracy of Hearts)
- 1960: Schlag 12 in London (The Two Faces of Dr. Jekyll)
- 1962: Freud
- 1963: Auch die Kleinen wollen nach oben (The Mouse on the Moon)
- 1966: Eine Million Jahre vor unserer Zeit (One Million Years B.C.) (Stimme)
- 1975: Three for All
- 1979: James jr. schlägt zu (The London Connection)
- 1989: Young Charlie Chaplin (Fernseh-Miniserie, 3 Folgen)
- 1994: Wedding Hangover (Staggered)